# Tuccio Musumeci
Tuccio Musumeci, né Concetto Musumeci à Catane le 20 avril 1934, est un acteur italien.

## Biographie
Tuccio Musumeci a commencé sa carrière dans les années 1960 en se produisant dans les cabarets et avanspettacolo.
Le point tournant dans sa carrière est constitué par son entrée dans la compagnie du Teatro Stabile di Catania avec laquelle il a commencé à jouer dans des comédies, à la fois en italien et en sicilien,.
Tuccio Musumeci a travaillé pour la télévision (à partir de 1959) et au théâtre. Moins actif au cinéma, après un petit rôle dans Le Guépard, il est apparu dans des films de comédie entre les années 1970 et 1980, parfois même dans les rôles principaux.

## Filmographie partielle
- 1970 : La ragazza del prete de Domenico Paolella
- 1971 : Acquasanta Joe de Mario Gariazzo : le Sicilien
- 1972 : Mimi métallo blessé dans son honneur (Mimì metallurgico ferito nell'onore) de Lina Wertmüller
- 1974 : Il lumacone de Paolo Cavara
- 1974 : Un parfum d'amour (Virilità) de Paolo Cavara.
- 1976 : L'Adolescente d'Alfonso Brescia
- 1981 : La gatta da pelare de Pippo Franco
- 1990 : Portes ouvertes (Porte aperte) de Gianni Amelio
- 2009 : La matassa de Giambattista Avellino, Salvatore Ficarra et Valentino Picon
- 2014 : Italo d'Alessia Scarso